# جان فیتزجرالد
جان فیتزجرالد (به انگلیسی: John Fitzgerald)
(متولد ۱۹۶۵) یک دانشمند رایانه بریتانیایی است. وی سرپرست دانشکده کامپیوتر در دانشگاه نیوکاسل در بریتانیا است.
حوزه مورد علاقه وی در تحقیقات در مورد سیستمهای وابسته رایانه و روش‌های صوری همراه با پیش زمینه ای در روش ارتقای وین است.
وی همچنین عضو کمیته FACS از جامعه رایانه بریتانیا است.